# Stenomiaenia longelineata
Stenomiaenia longelineata là một loài bọ cánh cứng trong họ Cerambycidae.